# Un train d'enfer (film, 1945)
Pour plus de détails, voir Fiche technique et Distribution.
Un train d'enfer (The Unruly Hare) est un cartoon réalisé par Frank Tashlin, sorti en 1945.
Il met en scène Bugs Bunny et Elmer Fudd.

## Fiche technique
- Titre : Un train d'enfer
- Titre original : The Unruly Hare
- Réalisation : Frank Tashlin
- Scénario : Melvin Millar
- Musique : Carl W. Stalling
- Montage : Treg Brown
- Production : Edward Selzer
- Société de production : Warner Bros. Cartoon Studios
- Société de distribution : Warner Bros. (États-Unis)
- Pays :  États-Unis
- Genre : Animation et comédie
- Durée : 7 minutes
- Dates de sortie : 
  -  États-Unis : 10 février 1945

## Distribution

### Voix originales
- Mel Blanc : Bugs Bunny
- Arthur Q. Bryan : Elmer Fudd

### Voix françaises

#### Premier doublage
- Guy Piérauld : Bugs Bunny
- Pierre Trabaud : Elmer Fudd

#### Doublage alternatif
- Guy Piérauld : Bugs Bunny
- Francis Lax : Elmer Fudd

#### Redoublage
- Gérard Surugue : Bugs Bunny
- Patrice Dozier : Elmer Fudd